# テアーノー
テアーノー（古希: Θεανώ, Theānō）は、ギリシア神話の女性である。長母音を省略してテアノとも表記される。主に、
- メタポントスの妻
- アンテーノールの妻

のほか数人が知られている。以下に説明する。

## メタポントスの妻
このテアーノーは、イーカリアの王メタポントスの妻で、ポセイドーンとメラニッペーの2子アイオロスとボイオートスの養母である。
テアーノーは子供ができなかったので、メタポントスに離婚すると脅され、羊飼いから双子（アイオロスとボイオートス）を得てメタポントスを納得させた。後にテアーノーはメタポントスの子を生んだが、メタポントスはアイオロスとボイオートスばかりかわいがったため、テアーノーは子供たちに2人を殺すよう命じた。ところがテアーノーの子供たちは逆に2人に殺されてしまい、子供たちの遺体が運ばれてきたときに自殺した。なお、散逸したエウリーピデースの悲劇『縛られたメラニッペー』では、アイオロスとボイオートスを殺そうとしたのはテアーノーの兄弟だった。

## アンテーノールの妻
このテアーノーは、トラーキアの王キッセウスとテーレクレイアの娘で、トロイアーの老臣アンテーノールの妻である。アルケロコス、アカマース、ヘリカーオーン、ラーオドコス、ポリュボス、アゲーノール、イーピダマース、コオーン、ラーオダマース 、デーモレオーン、エウリュマコス、グラウコス、メドーン、テルシロコス、ヒッポロコス、娘クリノーの母。またアンテーノールの妾の子ペーダイオスを自分の子と等しく育てた。
テアーノーはイーリオスのアテーナー神殿の女神官で、『イーリアス』の2日目にディオメーデースが活躍したときには、アテーナーにディオメーデースを退けてくれるように祈願した。またアマゾーンの女王ペンテシレイアがトロイアのために戦ったとき、アンティマコスの娘ティーシポネーがトロイアの女たちを扇動してともにギリシア軍と戦わせようとしたが、テアーノーは女たちを説得して思いとどまらせた。
後世の伝承では、アンテーノールに脅されて、パラディオンをギリシア軍に引き渡すことに同意したとされる。

## その他のテアーノー
- アルゴスの王ダナオスの娘の1人[13]。
- トロイア人のアミュコスの妻で、ミマースの母。パリスが産まれたのと同じ夜にミマースを産んだという[14]。